# Gerardus van Bijlevelt
Gerardus Johannes Hendricus van Bijlevelt (Vleuten, 13 oktober 1811 – aldaar, 2 april 1870) was een Nederlands burgemeester.

## Leven en werk
Van Bijlevelt werd in 1811 in Vleuten geboren als een zoon van de schout van Vleuten Johannes Henricus Josephus van Bijlevelt en van Geertruida van Schalkwijk. In 1834 volgde hij zijn vader op als burgemeester van Vleuten en in 1838 werd hij tevens burgemeester van Haarzuilens. In 1850 eindigde zijn burgemeesterschap toen W.F.H. Greup daar benoemd werd. Vanaf 1852 tot 1870 was Bijlevelt weer burgemeester en wel van Vleuten, Haarzuilens en Oudenrijn.
Van Bijlevelt huwde twee keer. Eerst trouwde hij in 1835 met Cornelia Catharina Johanna Kipp en samen hadden ze een zoon. Ze bewoonden de buitenplaats Damzigt. De tweede keer trouwde hij met Johanna Maria Wilhelmina Melchers en samen hadden ze vier kinderen. Van Bijlevelt overleed op 2 april 1870 te Vleuten.